# Escacs Janus
|   | a             | b                 | c               | d               | e             | f              | g               | h               | i                 | j             |   |  |
| 8 | a8 black rook | b8 black princess | c8 black knight | d8 black bishop | e8 black king | f8 black queen | g8 black bishop | h8 black knight | i8 black princess | j8 black rook | 8 |  |
| 7 | a7 black pawn | b7 black pawn     | c7 black pawn   | d7 black pawn   | e7 black pawn | f7 black pawn  | g7 black pawn   | h7 black pawn   | i7 black pawn     | j7 black pawn | 7 |  |
| 6 | a6            | b6                | c6              | d6              | e6            | f6             | g6              | h6              | i6                | j6            | 6 |  |
| 5 | a5            | b5                | c5              | d5              | e5            | f5             | g5              | h5              | i5                | j5            | 5 |  |
| 4 | a4            | b4                | c4              | d4              | e4            | f4             | g4              | h4              | i4                | j4            | 4 |  |
| 3 | a3            | b3                | c3              | d3              | e3            | f3             | g3              | h3              | i3                | j3            | 3 |  |
| 2 | a2 white pawn | b2 white pawn     | c2 white pawn   | d2 white pawn   | e2 white pawn | f2 white pawn  | g2 white pawn   | h2 white pawn   | i2 white pawn     | j2 white pawn | 2 |  |
| 1 | a1 white rook | b1 white princess | c1 white knight | d1 white bishop | e1 white king | f1 white queen | g1 white bishop | h1 white knight | i1 white princess | j1 white rook | 1 |  |
|   | a             | b                 | c               | d               | e             | f              | g               | h               | i                 | j             |   |  |

Els escacs Janus són una variació d'escacs jugada en un tauler de 10 × 8 caselles. La seva característica diferenciadora és una nova peça, el janus (també coneguda com a arquebisbe o cardenal), amb la combinació dels moviments d'un alfil i un cavall. Aquesta peça deu el seu nom al déu romà Janus perquè aquest déu se solia representar normalment amb dues cares mirant en direccions oposades. Els escacs Janus van ser inventats el 1978 per Werner Schöndorf, de Bildstock, Alemanya.
Al conjunt de les peces d'escacs usuals s'hi sumen dos peons i dos janus per cada jugador. Cada janus és situat entre la torre i el cavall. La posició tant del rei com de la dama és la mateixa que la dels escacs normals. Després d'un enroc el rei se situa a la columna b o i i la torre a la columna c o h, segons si es fa l'enroc llarg o curt, és a dir, segons quin costat es fa l'enroc.
S'ha de tenir en compte que el janus és l'única peça en aquest joc que és capaç de fer escac i mat al rei de l'oponent sense l'assistència de qualsevol altra peça, si el rei està en una cantonada, i el janus es troba a dues caselles en diagonal.
Aquesta variació dels escacs és bastant popular a Europa. Alguns Grans Mestres d'escacs hi juguen, entre ells, Víktor Kortxnoi, Péter Lékó i Artur Iussúpov.